# Nops coccineus
Nops coccineus  (лат.) — вид мелких пауков рода Nops из семейства Caponiidae. Южная Америка: Сент-Винсент, остров в Карибском море в составе Наветренных островов (архипелаг Малые Антильские острова). Длина самцов от 7 до 8 мм (самки крупнее — от 8 до 9 мм). На головогруди имеют только 2 глаза.
Вид Nops coccineus был впервые описан в 1891 году французским арахнологом Эженом Симоном (1848—1924). Таксон Nops coccineus включён в состав рода Nops MacLeay, 1839 вместе с Nops bellulus, Nops sublaevis и другими видами.